# Oncidium tenuoides
Oncidium tenuoides är en orkidéart som beskrevs av Mark W. Chase och Norris Hagan Williams. Oncidium tenuoides ingår i släktet Oncidium och familjen orkidéer. Inga underarter finns listade i Catalogue of Life.